# Promachus atrox
Promachus atrox är en tvåvingeart som beskrevs av Stanley Willard Bromley 1940. Promachus atrox ingår i släktet Promachus och familjen rovflugor. Inga underarter finns listade i Catalogue of Life.